# Graeme Hammond
Graeme Monroe Hammond (ur. 1 lutego 1858 w Filadelfii, zm. 30 października 1944 w Nowym Jorku) – szermierz, szpadzista reprezentujący Stany Zjednoczone, uczestnik letnich igrzysk olimpijskich w Sztokholmie w 1912 roku.

## Biografia
Oprócz kariery szermierza, był przede wszystkim neurologiem i przez dwadzieścia lat należał do Amerykańskiego Towarzystwa Neurologicznego (ANA). Był również współzałożycielem związku sportowego Amateur Fencers League of America (założonego w 1891) oraz zasiadał w amerykańskim związku olimpijskim American Olympic Association (w latach 1930–1932). W 1908 został członkiem Amerykańskiego Towarzystwa Psychiatrycznego (APA). Mistrz Stanów Zjednoczonych w szermierce: we florecie (1891); szpadzie (1889, 1891, 1893) oraz szabli (1893, 1894). Był także prezesem klubu sportowego New York Athletic Club.